# Hesperanoplium antennatum
Hesperanoplium antennatum är en skalbaggsart som först beskrevs av Linsley 1932.  Hesperanoplium antennatum ingår i släktet Hesperanoplium och familjen långhorningar. Inga underarter finns listade i Catalogue of Life.